# Křivonožka vehnutá
Křivonožka vehnutá (Campylopus introflexus (Hedw.) Brid.) je mech z čeledi dvouhrotcovitých (Dicranaceae). Popsán byl v Hedwigově Species Muscorum Frondosorum v roce 1801 jako Dicranum introflexus a v roce 1819 byl kombinací přejmenován na Campylopus introflexus.
Jedná se o nepůvodní druh, který je na území ČR silně invazní.

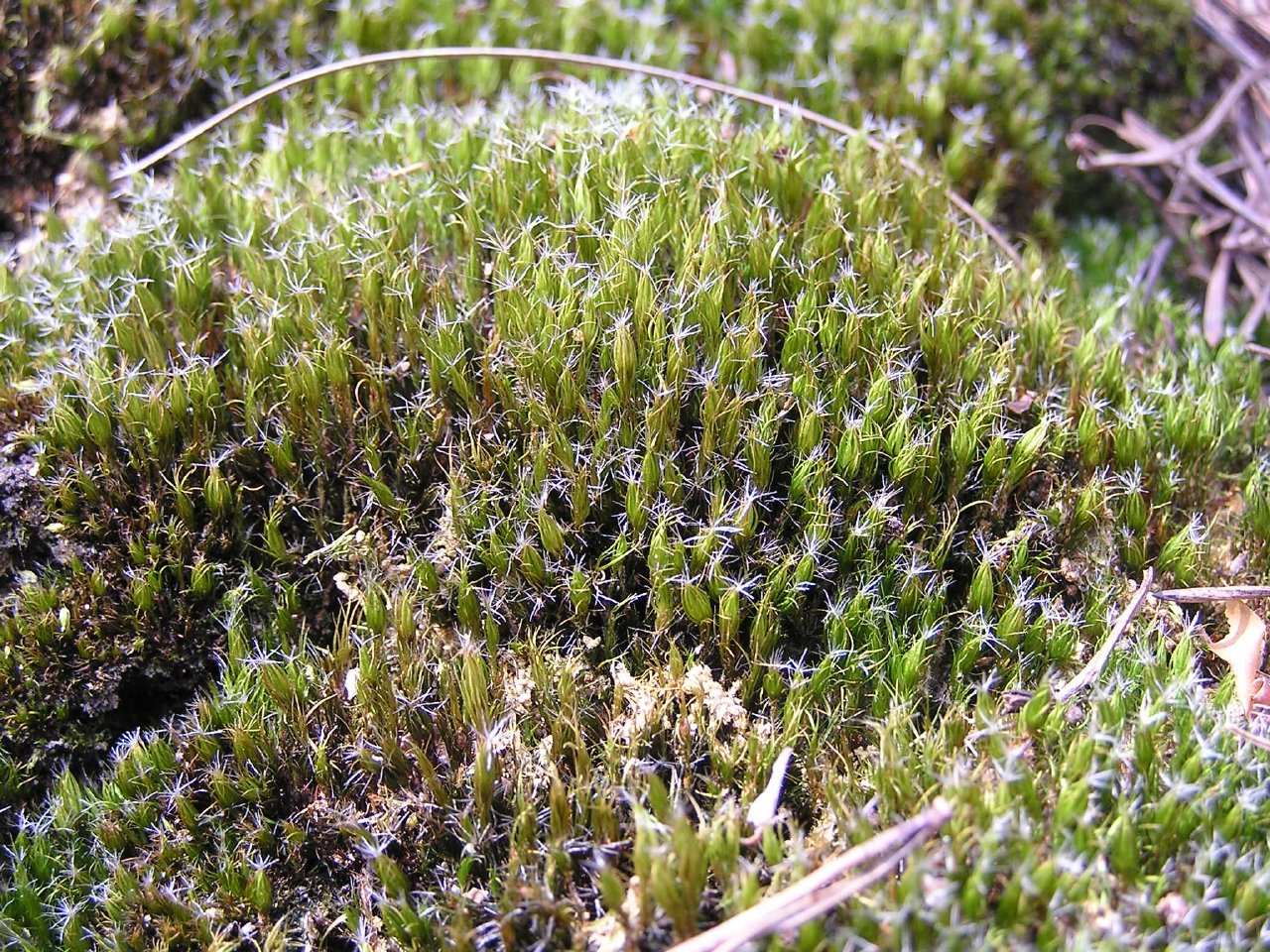
Campylopus introflexus

## Popis rostliny
Rostliny jsou 0,5–5 cm vysoké, obvykle málo vlášenité, v zelených, hustých nebo rozvolněných porostech. Vzpřímené lístky slabě odstávající za vlhka jsou 2,5–6,5 mm dlouhé, kopinaté, se šídlovitou špičkou. Čepel ve střední části listu je tvořena 5–13 řadami buněk. Žebro zaujímající cca 1/2 šířky báze a 1/3–3/4 šířky listu vybíhá v různě dlouhý, silně zubatý hyalinní chlup, za sucha zpět ohnutý, dorzálně s lištovitými výrůstky vysokými na jednu buňku. Na průřezu listu jsou ventrální hyalocyty (tvořící 1/4–1/2 šířky průřezu, ± stejně početné jako vůdčí buňky), dorzální stereidy přítomny. Buňky v horní části listu nepravidelné, rombické, krátce obdélníkovité, trojúhelníkovité a lichoběžníkovité, silnostěnné, bazální buňky ostře diferencované od horních podél šikmé linie, obdélníkovité, hyalinní, rozšířené, křídelní buňky diferencovány, tenkostěnné, hyalinní až červenohnědé, tvořící různě výrazná ouška. Vegetativní rozmnožování pomocí opadavých listů. Štět je obloukovitě zahnutý, 7–12 mm dlouhý, tobolka přímá nebo slabě zahnutá, podélně rýhovaná.
Díky zalomenému hyalinnímu chlupu prakticky nezaměnitelnáý druh, matoucí mohou být pouze některé formy, které mají chlup velmi krátký.

## Ekologie
Campylopus introflexus preferuje kyselejší substráty, často roste na holé rašelině a písčité či rašelinné půdě. V ČR zatím spíše v nižších a středních polohách. Často roste na narušených místech, podél cest apod. Ačkoli je na území ČR i plodný, většina rozmnožování se odehrává vegetativně pomocí opadavých lístků.

## Invaze
Campylopus introflexus je invazní druh, šířící se do ČR ze západní Evropy (kam byl rovněž zavlečen). Primární areál se rozkládá v Jižní Americe, jižní Africe, Austrálii a na Novém Zélandu. V Evropě zjištěn poprvé v roce 1941 na Britských ostrovech, v roce 1954 ve francouzské Bretani. Dostal se sem pravděpodobně s lodní dopravou. V Česku poprvé zaznamenán 1988 na Borkovických blatech u Soběslavi, od té doby se postupně šíří na vhodných lokalitách. V roce 1993 byly známy pouze 3 lokality, v roce 2006 již 71 lokalit. Oproti prozkoumanosti rozšíření cévnatých rostlin je ale bryologická prozkoumanost výrazně nižší a lze očekávat, že údaje budou značně podhodnocené. Dosud existují údaje ze všech částí Čech, na Moravu dorazil druh se zpožděním.